# Díly
Díly (do roku 1952 Nový Postřekov, německy Neu Possigkau) jsou obec v okrese Domažlice v Plzeňském kraji. Žije v ní 378 obyvatel.

## Historie
První písemná zmínka o obci pochází z roku 1839. Obec Díly ale vznikla jako osada obce Postřekov v osmdesátých letech 18. století. V prvním zápise o založení nové obce – osady Nový Postřekov v pozemkových knihách je uvedeno, že vrchnost souhlasí se založením a tím, „aby se zvětšila populace a opatřilo se více potravy poddaným“. Skutečným důvodem byla však vítaná příležitost zvýšit počet robotou povinných poddaných a zhodnotit dosud neobdělávané pozemky. Již v roce 1781, nebo něco před tím začíná obec Postřekov se svolením vrchnosti odprodávat zájemcům malé parcely pro stavbu nových domků se zahrádkami a kousky polí na dosud neobdělávané částečně lesní půdě. Noví držitelé pozemků a majitelé domků byli povinni platit vrchnosti roční činži a konat ruční robotu 13 dnů v roce. Obci pak platili 35 krejcarů ročního poplatku a na ně připadající kontribuci. Obec dostala název Nový Postřekov. Je však součástí obce Postřekova, který je pak přejmenován na Starý Postřekov.
V době od svého založení až do poválečného odsunu československých Němců se jednalo o nejzápadnější většinově česky (či vůbec slovanským jazykem) hovořící obec.
Po roce 1952 změněn název na Díly.

## Obyvatelstvo
| Rok            | 1869 | 1880 | 1890 | 1900 | 1910 | 1921 | 1930 | 1950 | 1961 | 1970 | 1980 | 1991 | 2001 | 2011 | 2021 |
| -------------- | ---- | ---- | ---- | ---- | ---- | ---- | ---- | ---- | ---- | ---- | ---- | ---- | ---- | ---- | ---- |
| Počet obyvatel | 426  | 457  | 447  | 466  | 573  | 522  | 472  | 319  | 373  | 375  | 382  | 375  | 374  | 376  | 367  |
| Počet domů     | 64   | 66   | 69   | 81   | 87   | 93   | 97   | 106  | 98   | 105  | 109  | 137  | 148  | 158  | 169  |

## Obecní správa
Mezi lety 1850–1952 patřily Díly jako osada obce k Postřekovu v okrese Domažlice. V letech 1952–1980 byly obcí. Od 1. července 1980 do 23. listopadu 1990 patřily znovu jako část obce k Postřekovu a od 24. listopadu 1990 jsou opět samostatnou obcí.

### Obecní symboly
Znak a vlajka byly obci uděleny rozhodnutím předsedy Poslanecké sněmovny Parlamentu České republiky dne 28. listopadu 2000.

## Pamětihodnosti

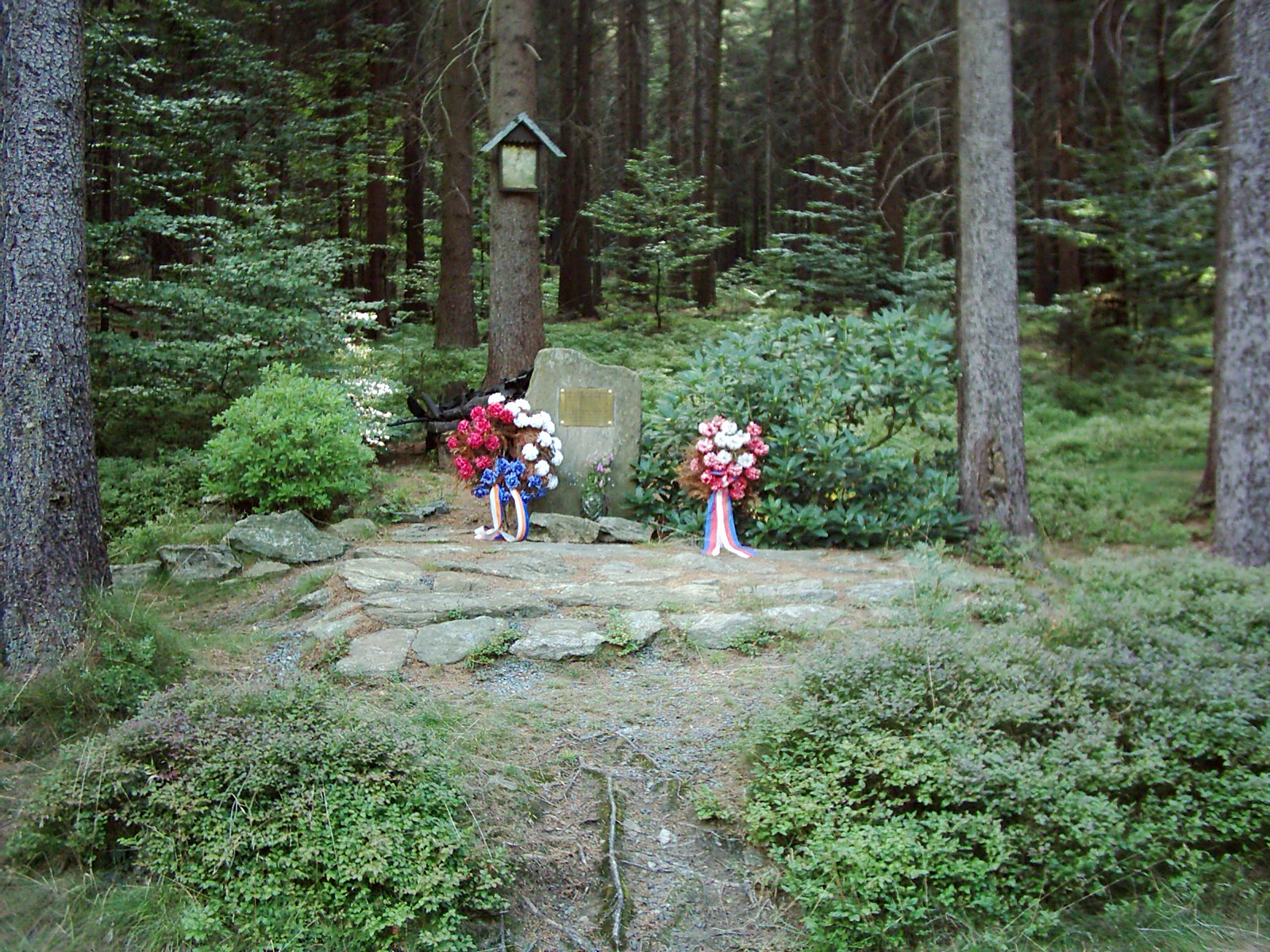
Památník padlým americkým vojákům

- Kaple svatého Cyrila a Metoděje na návsi je z roku 1947. Výstavba, na které se občané podíleli vlastními silami, byla zahájena v roce 1946 a vysvěcena byla na začátku července následujícího roku. Zvon pochází z původní kaple v Caparticích. Kaple je ve vlastnictví obce.[9]
- Památník padlým americkým vojákům
- Sochy – tři alegorie – na zahradě u čp. 60
- dvojdům původně čp. 33
- Venkovské domy čp. 44 a 48

## Partnerská města
- Rötz, Německo